# Pterophyllum
Pterophyllum es un pequeño género de peces de agua dulce de la familia Cichlidae conocidos popularmente como "Peces ángel" o "Escalares".

## Especies
Las especies actualmente reconocidas en este género son:
| Imagen | Nombre científico                                               | Distribución |
| ------ | --------------------------------------------------------------- | --- |
|        | Pterophyllum altum Pellegrin, 1903                              | Cuenca del río Orinoco y cuenca superior del río Negro en el sur de Venezuela, sureste de Colombia y extremo norte de Brasil |
|        | Pterophyllum leopoldi (J. P. Gosse, 1963)                       | Río Amazonas (entre Manacapuru y Santarém), Río Essequibo y Río Rupununi.                                                    |
|        | Pterophyllum scalare (Schultze, 1823) (pez ángel de agua dulce) | Cuenca amazónica en Perú, Colombia y Brasil                                                                                  |

## Hábitat
Todas las especies del género Pterophyllum son originarias del Río Amazonas y Orinoco.

## Descripción del género
Las tres especies del género no tienen la forma típica de los cíclidos, están muy comprimidos lateralmente, con cuerpos redondeados y aletas dorsal y anal alargadas y con forma triangular. Esta forma les permite esconderse entre la mayoría de raíces y plantas. Naturalmente los peces ángel poseen líneas longitudinales, una coloración que les proporciona camuflaje adicional.
Los peces ángel son predadores, y sus presas habituales son peces pequeños. Todas las especies del género forman parejas monógamas. Los huevos son dejados generalmente en troncos sumergidos u hojas planas. Como en el caso de otros muchos cíclidos, el cuidado parental está muy desarrollado.